# Filigrana (oreficeria)

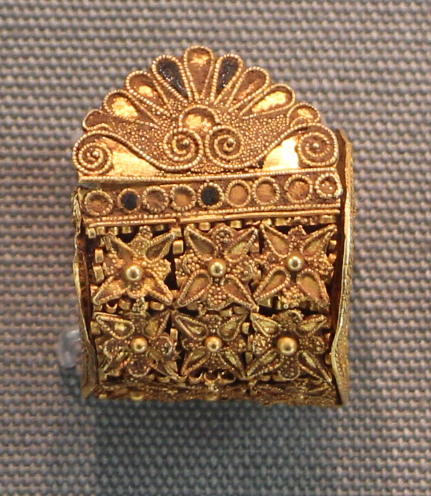
Orecchino etrusco lavorato a filigrana

La filigrana è una tecnica dell'oreficeria che si esegue attorcigliando due fili e in seguito appiattendoli fra i rulli di un laminatoio.Guardando il filo dopo la lavorazione esso ricorda la struttura della spiga di grano.Da qui il termine filigrana.Il filo in questione viene poi usato per riempire delle forme prestabilite fatte con un filo più grosso.Dopo aver riempito detto spazio con il filo di filigrana il tutto viene cosparso con polvere di saldatura mista a borace e riscaldata fino alla fusione della saldatura che salderà assime il tutto.La decorazione dell'orecchino etrusco che avete pubblicato non è fatta in filigrana ma in filo godronato il quale da un effetto simile alla filigrana ma sotto la lente è molto diverso.Quando il filo ha uno spessore diciamo da 0,3 mm in avanti la "lama" sotto la quale il filo viene fatto rotolare viene tenuto perpendicolare al filo e risulterà simile a tante palline una dopo l'altra ma quando il filo é sottile la "lama" va tenuta leggermente di traverso e il solco che produrrà la "lama" sarà più simile a una spirale.Il filo godronato etrusco veniva saldato con dell'ossido di rame misto a un po' di borace e gomma arabica.L'oggetto veniva scaldato a una temperatura di poco inferiore al punto di fusine del metallo e l'ossido di rame si trasforma in rame e salda fortemente il filo godronato con la lamiera di supporto.Mentre la filigrana viene saldata con polvere di saldatura la quale fonde ad una temperatura più bassa del metallo di supporto e dello stesso filo di filigrana.Non ho mai constatato delle decorazioni in filigrana su gioielli etruschi ma solo filo godronato.
Il vocabolo (di origine latina: filum, filo, e granum, grano) può essere riferito anche a un particolare tipo di disegno che può essere visto su un certo tipo di carta osservando in trasparenza o in controluce.

## Descrizione
L'effetto finale di una lavorazione in filigrana avrà maggior pregio a seconda del giusto rapporto fra materiale prezioso e altra lega usati.
I tipi di filigrana possono essere:
- filigrana nera (o opaca)
- filigrana chiara
- filigrana ombrata

Manufatti in filigrana vengono tutt'oggi realizzati secondo questa tecnica molto antica, in diverse regioni dell'Italia, in particolare Veneto, Liguria, Abruzzo e Sardegna.

### Come viene utilizzata
Con essa è possibile, oltre che creare minuti oggetti preziosi, decorare manufatti di arredamento, come tazze da tè o da caffè, o brocche e anche lampadari.
Di particolare rilievo sono, in Italia, la filigrana ligure e quella ampezzana. La prima viene sviluppata da tempi antichi nel comune di Campo Ligure, in provincia di Genova, dove esiste un apposito museo dedicato a questo manufatto. Gli operatori della zona sono riuniti in un consorzio.

La filigrana viene utilizzata anche nella filatelia, nella stampa e nell'editoria - per edizioni speciali di libri d'arte - e dalla zecca di stato nella fabbricazione della carta-moneta per contraddistinguere in modo inequivocabile le banconote.

### La filigrana campese
Nel 1884 a Campo Ligure un maestro artigiano decise di aprire in proprio una bottega per la lavorazione della filigrana. In breve tempo numerosi suoi compaesani seguirono il suo esempio ed aprirono ulteriori laboratori, facendo sì che quest'arte diventasse una delle attività principali nell'economia del comune.
Negli anni questa tradizione si è consolidata e ancora oggi numerosi artigiani che spesso affiancano al laboratorio un negozio per l'esposizione e la vendita al dettaglio, fanno di Campo Ligure punto di riferimento a livello nazionale ed internazionale di quest'arte.
Nel 1984 a 100 anni dalla nascita del primo laboratorio, per iniziativa di un collezionista locale e della pubblica amministrazione, è sorto il Museo civico della filigrana che espone ogni anno opere della produzione locale realizzate nel tempo affiancate a rari capolavori raccolti in tutto il mondo.

### La filigrana ampezzana
La lavorazione della filigrana a Cortina d'Ampezzo viene fatta risalire al XVIII secolo, quando la produzione orafa locale cominciò a essere influenzata dalla nuova tecnica sviluppata prevalentemente dagli orefici delle botteghe d'arte di Venezia.

Nella località montana iniziò così una copiosa produzione di monili fatti con fili d'argento.
A partire dalla seconda metà dell'Ottocento, in concomitanza con il primo espandersi del flusso turistico d'èlite, che richiedeva un assortimento di oggetti ricordo, venne aperta a Cortina una apposita scuola, allestita presso la Scuola d'arte. Oggetto di particolare studio fu specialmente la fedele imitazione di fiori delle Alpi ampezzane, soprattutto stelle alpine, mughetti e anemoni delle Dolomiti.

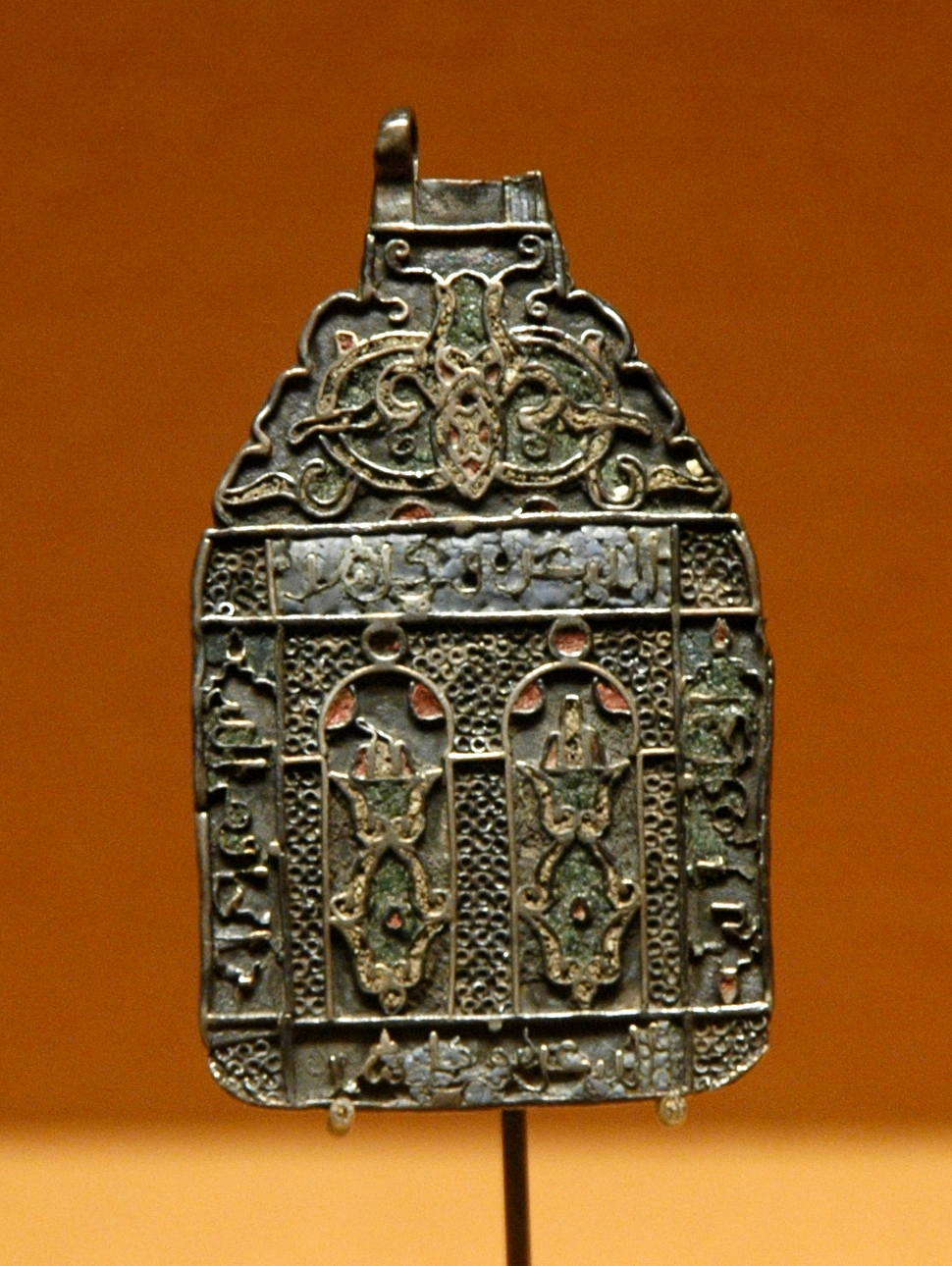
Un amuleto spagnolo in ferro battuto a martello arricchito con intarsi in filigrana

L'esperienza della scuola di filigrana si protrasse fino intorno alla fine del secolo, quando l'istituto venne chiuso. La lavorazione della filigrana nella zona di Cortina continuò comunque con intensità fino alla prima guerra mondiale, per poi cadere lentamente in disuso.